# سرآبخشکه سفلی
سرآبخشکه سفلی، روستایی از توابع بخش مرکزی شهرستان کرمانشاه در استان کرمانشاه ایران است.

## جمعیت
این روستا در دهستان بالادربند قرار دارد و براساس سرشماری مرکز آمار ایران در سال ۱۳۸۵، جمعیت آن ۶۲ نفر (۱۵خانوار) بوده‌است.